# Ayatollah Hosseini Nassab
Ayatollah Hosseini Nassab ( سید رضا حسینی نسب , ngày sinh: 1960), là Imam của Trung tâm Hồi giáo ở Hamburg. Chủ tịch Liên đoàn Shia ở Canada, tác giả của 215 cuốn sách và là người sáng lập 22 tổ chức Hồi giáo.   

## sự xuất bản
Ông là tác giả của hơn 215 ấn phẩm về thần học Hồi giáo. Niềm tin, triết học, luật và logic của người Shia 

## Các tổ chức
Ayatollah Hosseini Nassab đã thành lập hơn 20 trung tâm ở Canada, Đức và Thụy Sĩ. 